# Stypendium
Ten artykuł należy dopracować:

przedstawiono sytuację tylko z polskiej perspektywy – artykuł powinien być przekrojowy.
Pomóż go poprawić. 
Stypendium – jednostronne świadczenie pieniężne ze strony osoby fizycznej, osoby prawnej lub jednostki organizacyjnej nieposiadającej osobowości prawnej, przyznane za osiągnięcie określonego wyniku w danej dziedzinie nauki lub sztuki albo w celu umożliwienia kontynuowania nauki, prowadzenia badań naukowych lub prac w dziedzinie sztuki.
W każdym jednakże przypadku, stypendium nie może wiązać się z ekwiwalentnym świadczeniem usług przez otrzymującego stypendium, na rzecz przyznającego, ponieważ powstanie wtedy zobowiązanie wzajemne w postaci umowy cywilnoprawnej o świadczenie usług (np. umowa zlecenia lub umowa o dzieło).
Dopuszczalnym jest podpisanie umowy określającej dokładne zasady realizacji stypendium. Jednakże, umowa ta nie może zawierać w swojej treści przesłanek do uznania, iż jest to umowa o świadczenie usług.
Od powyższej reguły występuje jeden wyjątek. Wyjątek ten dotyczy pracowników badawczo-naukowych realizujących, w ramach umowy o pracę zawartej na czas określony z instytucją naukową, projekty finansowane z grantów naukowych ufundowanych przez instytucje będące podmiotami prawa międzynarodowego (dobrym przykładem mogą być tutaj programy ramowe Komisji Europejskiej). Wynagrodzenie takich pracowników określa się mianem stypendium, w szczególności, gdy realizują oni badania naukowe poza miejscem swego zamieszkania.
Liczne polskie akty prawne powołują się na instytucję stypendium wiążąc z nią ściśle określone i często poważne skutki prawne. Jednakże, poza określonymi rodzajami stypendiów, takimi jak stypendium sportowe, doktoranckie, habilitacyjne, czy stypendium Krajowej Szkoły Administracji Publicznej – w polskim systemie prawnym brak jest definicji „stypendium” jako takiego.
Poprzestanie na stosowaniu w polskim prawie jedynie encyklopedycznej definicji stypendium, jest wysoce niewystarczające dla zapewnienia pewności obrotu prawnego, a kwestia ustalenia, czy dany stosunek prawny może zostać uznany za stypendium, czy też jest to forma świadczenia usług, ma znaczący wpływ chociażby na kwestię ubezpieczeń społecznych.
Ustawa o podatku dochodowym od osób fizycznych niektóre stypendia zalicza do przychodów zwolnionych z opodatkowania, niektóre traktuje jako „działalność wykonywaną osobiście”, a niektóre jako „inne źródła przychodu”. W związku z tym niektóre stypendia należy wykazać na formularzu PIT-37, niektóre na formularzu PIT-36; ponadto niektóre w całości, a niektóre tylko powyżej kwoty zwolnionej z opodatkowania.